# 武田氏信
武田 氏信（たけだ うじのぶ）は、南北朝時代から室町時代前期にかけての武将・守護大名。甲斐源氏の流れを汲む安芸武田氏の初代当主。甲斐源氏第10代当主・武田信武の次男。

## 生涯
応長2年（1312年）1月2日、甲府の館にて生まれる。幼名は徳光丸。元亨2年（1322年）3月15日、足利貞氏を烏帽子親として元服、「氏」の偏諱を与えられて、初め氏信と名乗った。のち信頼（のぶより）と改名した。
南北朝時代の動乱で北朝（貞氏の子・足利尊氏）側に付いた父の信武は、その戦功により、建武3年（1336年）に安芸守護職を与えられ（及び翌4年（1337年）に甲斐守護職も兼任した）、安芸国の佐東銀山城を拠点に南朝側勢力と戦っていた。観応元年（1350年）に室町幕府の内訌（観応の擾乱）が発生すると、信武は引き続き尊氏を支持するが、安芸国人の寺原時親・山県十郎・山県為継・壬生道忠・毛利親衡らは、対立する足利直義（尊氏の弟）の養子足利直冬（尊氏の庶子）の一派として挙兵した。信武は安芸に氏信を派遣し、同じく尊氏派の吉川実経らと共に、西条・吉田の戦いで直冬派の軍勢を破り、寺原時親の籠もる寺原城や余谷城、山県為継、壬生道忠らの籠る猿喰城を攻略したが、毛利親衡が籠もる日下津城は落とすことができなかった。
延文4年（1359年）には信武が没しているが、これと前後して甲斐守護職を兄の信成が、安芸守護職を氏信が継承し、氏信は安芸武田氏の創始者となった。しかし、安芸国内での直冬派との戦いは続き、さらには周防国・長門国を支配する南朝方勢力の大内弘世も安芸に進出し始めていた。最終的に、文和4年（1355年）に直冬は京周辺での戦いで敗走、大内弘世は貞治2年（1363年）頃には北朝に帰順して防長の守護識に任命されたが、安芸での直冬派討伐（及び南朝方の大内氏の牽制）ができなかった責任を問われる形で、応安元年（1368年）、氏信は幕命により守護職を解任されている。
後任の安芸守護識には今川貞世（了俊）が任じられる（九州探題や他の守護職と兼任）。氏信は幕府に対しての不満から、了俊の征西府打倒参加の呼び掛けに応じず、また安芸国にある国衙領を押領した。幕府は太田川流域に強固な地盤を有する氏信が背くのを恐れ、永和4年（1378年）に、佐東銀山城のある佐東郡の分郡守護に任じたが、氏信は翌年には隠居した。
なお、氏信は寺社への社領寄進を数多く行っている。天授6年/康暦2年（1380年）5月8日に死去し、跡を子の武田信在が継いだ。